# Wayne Moss
Pour les articles homonymes, voir Moss.
Wayne Moss est un réalisateur américain.

## Filmographie
- 1983 : Fraggle Rock (série télévisée)
- 1986 : Under the Umbrella Tree (série télévisée)
- 1990 : The Argon Quest
- 1993 : The Big Comfy Couch (série télévisée)
- 1998 : SketchCom (série télévisée)
- 2003 : Sex, Toys and Chocolate (série télévisée)
- 2004 : Delta State (série télévisée)
- 2004 : Doodlebops (série télévisée)
- 2004 : Spy Academy (série télévisée)
- 2005 : Ghost Trackers (série télévisée)

## Distinctions
- 1993 : CableACE Awards[1]